# Доминика (пролив)
Доминика (англ. Dominica Passage; фр. Canal de la Dominique) — пролив между островом Мари-Галант, входящего во французский архипелаг Гваделупа, на севере и островным государством Доминика на юге. Ширина 26 км, длина 58 км. Соединяет Атлантический океан с Карибским морем.
В 1987 году между Францией и Доминикой было подписано Соглашение о делимитации границы между странами, проходящей по проливу Доминика.